# New Brighton (Nouvelle-Zélande)
New Brighton  est une banlieue côtière de la région de Christchurch, située dans l’Île du Sud de la Nouvelle-Zélande.

## Situation
Elle est localisée à environ 8 km à l’est du centre de la cité de Christchurch Central City.

## Population
Lors du recensement néo-zélandais de 2013, New Brighton avait une population de 2 442 habitants.

## Caractéristiques
Au coeur de la banlieue se trouve le centre commercial de « New Brighton » qui est l’enceinte commerciale initiale de la banlieue et la zone de divertissements.
New Brighton est l’une des principales zones de divertissements et de tourisme de l’est de Christchurch avec son quai architecturalement unique et des lignes de côte spectaculaires formant la banlieue.

## Toponymie
Le nom de New Brighton fut apparemment donné sur la décision de William Fee, un des premiers colons installés dans cette zone.
Quand Guise Brittan (en), le commissaire pour les terres sauvages (Waste Lands Commissioner), visita cette région en décembre 1860 et  Fee inscrivit New Brighton sur une planche en bois, supposée être en référence à son ami colon: Stephen Brooker, qui était arrivé de New Brighton dans le secteur de Merseyside (en) au nord-ouest de l’Angleterre.
Le nom en langue Māori pour le secteur est  Kaiuau (kai signifiant aliments et aua est le Yellow-eye mullet (en)) ou O-ruapaeroa (un vent d’est soufflant le long de la côte) .
La banlieue est fréquemment citée simplement comme Brighton, conduisant occasionnellement à une confusion avec la ville de Brighton située près de Dunedin.

## Jetée de New Brighton Pier
Il y a  deux jetées dans New Brighton.
La première jetée, construite en bois, ouvrit le 18 janvier 1894 et fut démolie le 12 octobre 1965.
La jetée actuelle en béton fut ouverte le 1er novembre 1997.
C'est une structure caractéristique de Christchurch.
La jetée fut fermée pour des réparations à la suite du tremblement de terre à la fin de 2016, et devrait rouvrir au début de 2018 .

## Localisation
La banlieue est divisée en  trois parties  étalées le long de la côte sud de Pegasus Bay: au nord de New Brighton; New Brighton, proprement dit et au sud de New Brighton, siège à l'extrémité nord d’une étroite péninsule située entre la baie et l’estuaire d’estuaire du fleuve Avon Healthcote (en).
A ce niveau, une jetée  ou estacade) de 300 m  fut construite ici en  1990  et ouverte  en novembre 1997.
New Brighton fut initialement un simple village côtier, séparé de la banlieue externe de Christchurch par une zone de marécages en rapport avec la rivière Avon.
Toutefois, son expansion urbaine, la mise en valeur des terres avec le drainage des zones humides ont conduit Brighton à être rejoint par la cité de Christchurch.

## Attractions
Les attractions actuelles du secteur comprennent:
- Une plage de sable avec de bonnes possibilités de surf, s’étendant sur 18 km à partir de l’embouchure du fleuve Waimakariri au nord, jusqu’à la pointe au sud.
- Le marché du bord de mer de New Brighton , tous les samedis de 10 h am à 14 h, attire une grande variété d’étalages,qui offrent des objets d’artisanat, des produits locaux et des denrées alimentaires de qualité, qui occupe une bonne partie de la zone piéton du mail de New Brighton Mall créé par le projet de « New Brighton Project ».

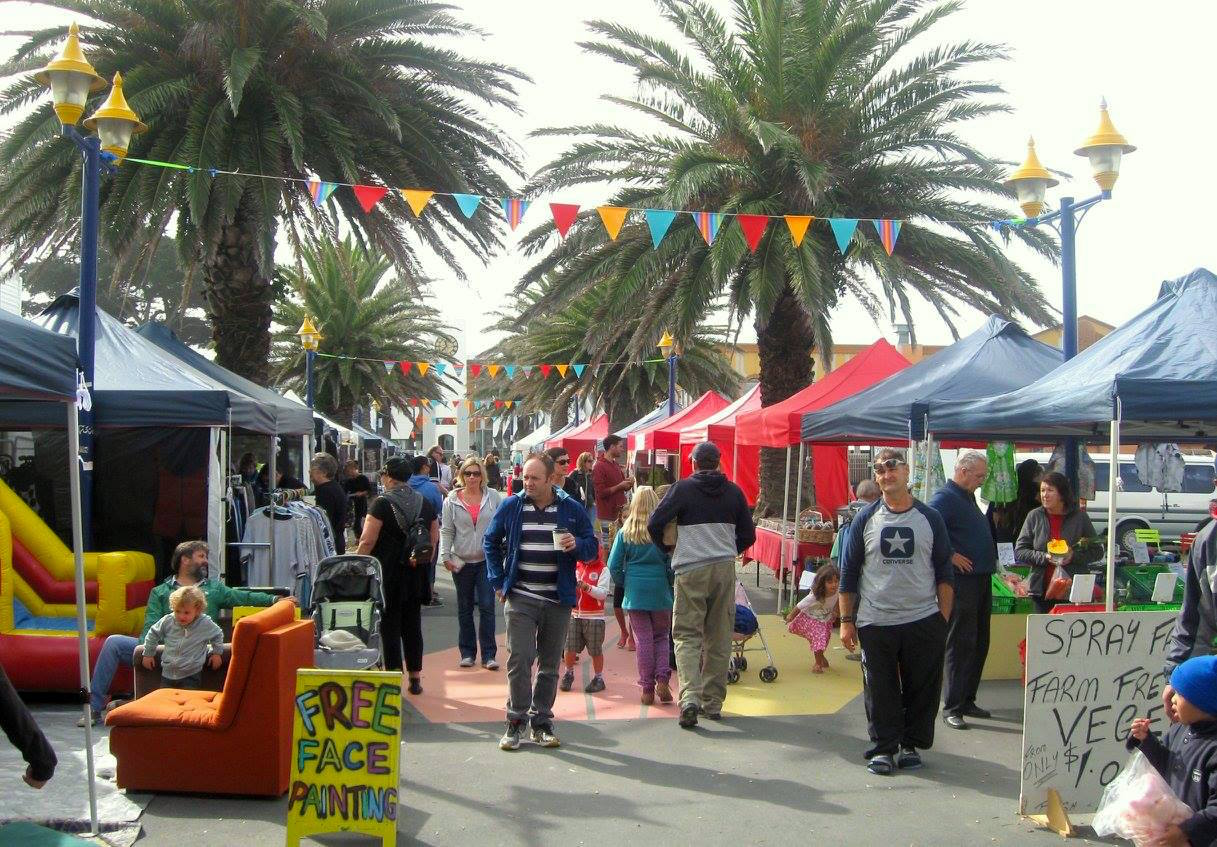
Le marche du bord de mer de New Brighton près de Christchurch

- La natation est possible avec en été une zone surveillée par le club de surf
- Une plate-forme d’observation ornithologique au niveau de la pointe: permet de voir  les bargess migrent de ce secteur et surtout leur retour est un évènement local.
- cyclisme, marche, orientation, géocaching dans les zones de plantations extensives, qui longent la partie nord de la plage et bien sur, sur la plage elle-même
- La conduite en 4WD (mais permis nécessaire) est possible dans l’extrême nord de la plage
- Jetée et bibliothèque du Conseil en bordure de mer dans le Centre de New Brighton

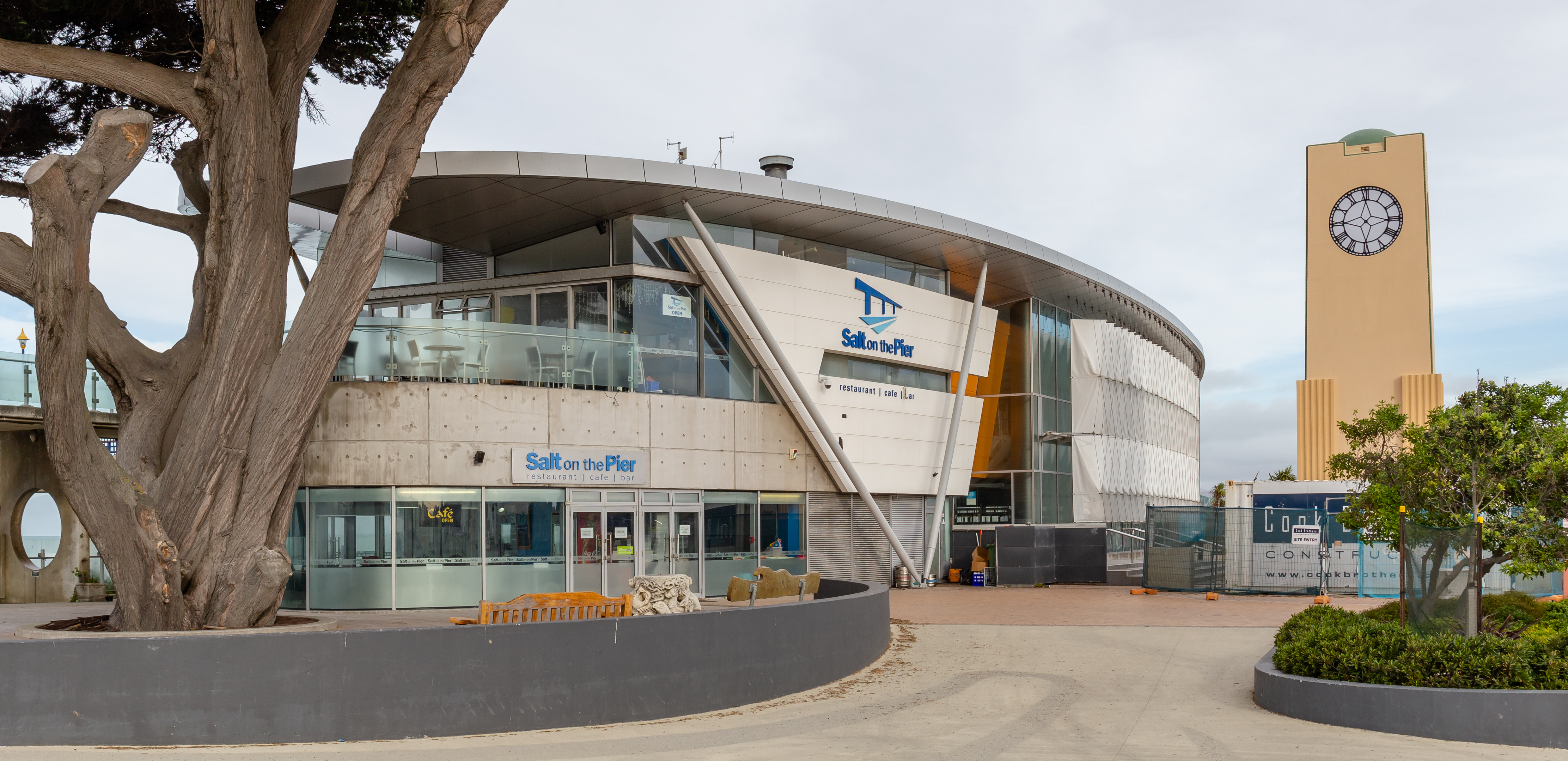
La bibliothèque de New Brighton

- Le Musée de New Brighton et de son district, localisé sur Hardy Street
- Restaurants et magasins d'art/artisanat en nombre croissant.
- Le siège du premier club de sauvetage de Nouvelle-Zélande établis en 1910 [5], ainsi que le North Beach Surf Club vers le nord et le New Brighton Surf Club vers le sud.
- Le Domaine de Rawhiti – avec le golf du conseil de la cité de Christchurch (en) avec aussi des cours, de tennis, un parc pour chiens, des terrains de rugby, un ovale de cricket, des cours de netball , jardin communautaire, un club de tir à l'arc et des zones de jeux pour les enfants.

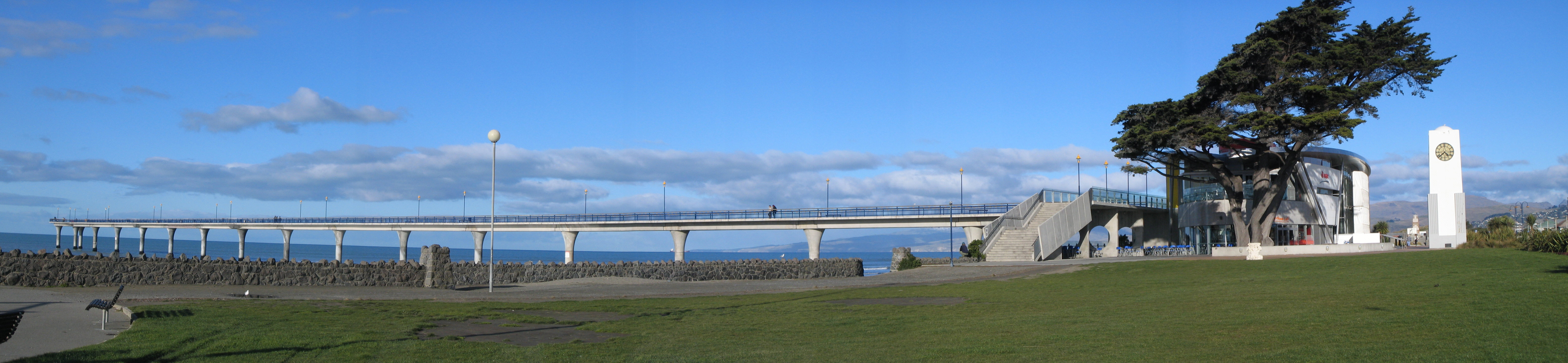
Estacade de New Brighton, la bibliothèque et la tour de l'horloge

## Événements
New Brighton abrite une grande variété d’évènements publics gratuits surtout pendant la période d’été, attirant les résidents de Christchurch ainsi que d’autres touristes internationaux.

### La course de côte à côte
Programmée tous les ans au mois de février, la course de grande distance allant d'une « côte à l'autre côte » de l'île du Sud, se termine au niveau de New Brighton.
Chaque année, l’événement attire des milliers de spectateurs pour voir les athlètes terminer le challenge impressionnant et les acclamer.
La course coincide avec le marché hebdomadaire de New Brighton markets, qui a lieu chaque samedi avec des ventes de nourriture, d’art, de vêtements et donne de la vie dans tout la ville de New Brighton.
Avec le marché, l' arrivée de la course amène de la musique et des divertissements tels que des feux d’artifice pour la fin de cette course et la présentation sur scène de la progression des athlètes tout le long du déroulement de la course.

### Compétition Nationale de Nouvelle-Zélande de chateaux de sable
Elle se déroule en février chaque année : la compétition nationale de chateaux de sable, attire des personnes venant de tour autours de la cité de Christchurch et même du reste la Nouvelle-Zélande pour admirer certains des plus surprenants chateaux de sable construits par des spécialistes mais aussi par des personnes ordinaires, voulant juste s’amuser.

### Le Jour du cerf volant
Il se tient tous les ans en janvier, le jour du cerf-volant attire aussi des milliers de personnes venant de toute la région de Christchurch et injecte de la vie et des activités dans New Brighton.
Le jour du cerf-volant (le Kite Day) lui-même se caractérise par la présentation d’une grande série de cerfs-volants uniques et étonnants.

### Jour de New Brighton
Chaque année en février, 'Happy New Brighton Day' est un des évènements les plus importants pour la communauté,qui se tient à New Brighton.
L’événement attire près de 10 000 personnes venant le la région de Christchurch et fournit une atmosphère vibrante de musique, divertissement, marchés et plus.

### Guy Fawkes
En novembre, tous les ans, la Guy Fawkes attire aussi près de 10 000 personnes pour admirer une étonnante présentation de feux d’artifice sur la jetée de « New Brighton Pier » aussi bien que les shows lumineux et la musique, qui sont donnés sur la jetée.

## Commerce du samedi
Pendant plusieurs décades, New Brighton avait la distinction d’être la seule place de Christchurch, où les magasins de détail général avaient l’autorisation d’ouvrir le samedi (restant par contre fermé le lundi), et le commerce du district profitait comme résultat.
Avec l’introduction du commerce le samedi dans l’ensemble du pays en 1980, et ensuite sur les 7 jours sur sept en1990, l’activité de détail a diminué de façon significative  , .

## Transports publics
Une grande variété de lignes de bus relient le centre de la cité de Christchurch  avec New Brighton.
Le site web 'Metroinfo' donne d’autres informations.

## Éducation
En 2015, il y avait quatre écoles primaires en fonction, au niveau de New Brighton.
Ceci incluait la « New Brighton Catholic » et le campus de « Rawhiti beach » dans le centre de New Brighton, « South New Brighton » dans le sud et « Rawhiti QE2 base » dans le nord de New Brighton.
A la fin de 2018, deux nouvelles écoles remplaceront « Shirley Boys » et « Avonside girls » que l’on espère voir terminées dans le nord dans « Nord New Brighton».
Le campus de « Rawhiti beach» nommé « base de Rawhiti QE2» doit fusionner avec « Rawhiti school », localisées  sur le site de l’ancienne école primaire de «
North New Brighton ».

## Sport et loisirs
Un certain nombre de groupes de sports bien connus sont représentés dans le secteur local. Certains des groupes les plus notables sont le “ New Brighton Rugby club”, le “New Brighton cricket club” et le “New Brighton Olympic Athletic club”.
D’autres groupes comprennent le “Christchurch Archery club” et le “New Brighton long boarders club”.

## Conséquences du tremblement de terre de Christchurch
En décembre 2012, les résidents ont tenu un mouvement de protestation contre les progrès perçus comme trop lents de la reconstruction dans ce secteur à la suite des dommages au niveau de la région à la suite du tremblement de terre de 2011 au niveau de Christchurch, au cours duquel 80 personnes avaient dû quitter leur domicile .
Le maire de Christchurch:Bob Parker dit qu’il n’en était pas offensé, mais les résidents étaient « mauvais ».
Cette sensation de négligence de la part du « Christchurch City Council » pourrait continuer à persister.
Des groupes tels que le « People indépendant de la République de New Brighton » furent formés par Paul Zaaman, le porte-parole de l’association de la « New Brighton Businesses and landowners » , dans le but de protester sur le maque d’investissement par le Conseil de la cité de Christchurch dans la banlieue de New Brighton.
New Brighton fut aussi nommé d’après le premier hôte à avoir fini la course raide multi-sport annuelle de 'Speight's Coast to Coast' en février 2015.
Le point de terminaison précédent était au niveau de la ville de Sumner.
Au début de 2015, le « Christchurch City Council» et le Ministère de l’Éducation annoncèrent que le parc « North New Brighton's QE2 » pourrait être le lieu d’implantation du nouveau campus jointif des écoles secondaires dans le cadre des 80 millions de dollars consistant en la fusion des écoles secondaires de « Shirley Boys » et « Avonside Girls », avec les 39 millions de dollars pour les installations  de  l’« Eastern Recreation and sports facility» en 2015.